# Luc d'Aude
Luc d'Aude o Luc és una vila a la regió d'Occitània i al departament de l'Aude, districte (o arrondissement) de Limós, i cantó de Coisan, a la vora del riu Aude. Té uns 200 habitants. Està a 235 metres d'altitud. El terme té unes 750 hectàrees. L'església parroquial és dedicada a Santa Leocàdia. Queden les restes d'una antiga via romana i una torre anomenada de Castilló, del segle xiii, que fou la residència dels bisbes-comtes d'Alet. Prop del riu Aude hi ha les grutes de Cascabel.
La vila s'esmenta com a Luco el segle ix, i més tard Lucho, Lhaco o encara Luco. El nom occità Luc d'Aude va durar fins al 1781 en què va prendre la forma francesa de Luc sur Aude.